# Варен-сюр-Теш
Варе́н-сюр-Теш (фр. Varennes-sur-Tèche) — коммуна во Франции, находится в регионе Овернь. Департамент коммуны — Алье. Входит в состав кантона Жалиньи-сюр-Бебр. Округ коммуны — Виши.
Код INSEE коммуны — 03299.

## Население
Население коммуны на 2008 год составляло 253 человека.
| 1962 | 1968 | 1975 | 1982 | 1990 | 1999 | 2008 |
| ---- | ---- | ---- | ---- | ---- | ---- | ---- |
| 313  | 375  | 345  | 291  | 236  | 254  | 253  |

## Экономика
В 2007 году среди 139 человек в трудоспособном возрасте (15—64 лет) 109 были экономически активными, 30 — неактивными (показатель активности — 78,4 %, в 1999 году было 58,6 %). Из 109 активных работало 99 человек (56 мужчин и 43 женщины), безработных было 10 (5 мужчин и 5 женщин). Среди 30 неактивных 5 человек были учениками или студентами, 10 — пенсионерами, 15 были неактивными по другим причинам.

## Достопримечательности
- Церковь XIX века